# Schweinfurthia
Schweinfurthia é um género botânico pertencente à família Plantaginaceae. Tradicionalmente este gênero era classificado na família das Scrophulariaceae.

## Espécies
| - Schweinfurthia apterum - Schweinfurthia imbricata - Schweinfurthia latifolia - Schweinfurthia papilionacea | - Schweinfurthia pedicellata - Schweinfurthia pterosperma - Schweinfurthia sphaerocarpa - Schweinfurthia spinosa |